# Krucz (gromada)
Krucz – dawna gromada, czyli najmniejsza jednostka podziału terytorialnego Polskiej Rzeczypospolitej Ludowej w latach 1954–1972.
Gromady, z gromadzkimi radami narodowymi (GRN) jako organami władzy najniższego stopnia na wsi, funkcjonowały od reformy reorganizującej administrację wiejską przeprowadzonej jesienią 1954 do momentu ich zniesienia z dniem 1 stycznia 1973, tym samym wypierając organizację gminną w latach 1954–1972.
Gromadę Krucz z siedzibą GRN w Kruczu utworzono – jako jedną z 8759 gromad na obszarze Polski – w powiecie czarnkowskim w woj. poznańskim, na mocy uchwały nr 18/54 WRN w Poznaniu z dnia 5 października 1954. W skład jednostki weszły obszary dotychczasowych gromad Antoniewo, Hamrzysko, Krucz, Kruteczek i Nowina ze zniesionej gminy Lubasz w tymże powiecie. Dla gromady ustalono 11 członków gromadzkiej rady narodowej.
4 lipca 1968 gromadę zniesiono, a jej obszar włączono do gromad: Lubasz (miejscowości Antoniewo i Nowina) i Rosko (miejscowości Hamrzysko, Krucz i Kruteczek) w tymże powiecie.